# Liste der Monuments historiques in Cantin
Die Liste der Monuments historiques in Cantin führt die Monuments historiques in der französischen Gemeinde Cantin auf.

## Liste der Objekte
| Bezeichnung                         | Beschreibung                     | Standort                       | Kennzeichnung | Schutzstatus | Datum | Bild |
| ----------------------------------- | -------------------------------- | ------------------------------ | ------------- | ------------ | ----- | ---- |
| Hauptaltar mit Retabel und Gemälde  | Holz und Marmor, 19. Jahrhundert | in der Kirche St-Martin (Lage) | PM59003480    | Inscrit      | 1978  |      |
| Skulptur einer Heiligen, mit Sockel | Holz, vergoldet, 19. Jahrhundert | in der Kirche St-Martin (Lage) | PM59003481    | Inscrit      | 1978  |      |
| Taufbecken                          | Sandstein, 1543                  | in der Kirche St-Martin (Lage) | PM59003482    | Inscrit      | 1978  |      |